# Paraxenos
Paraxenos är ett släkte av insekter. Paraxenos ingår i familjen stekelvridvingar.
Kladogram enligt Catalogue of Life:
| Paraxenos | \| \| Paraxenos auripedis \| \| \| \| \| \| Paraxenos duryi \| \| \| \| \| \| Paraxenos luctuosae \| \| \| \| \| \| Paraxenos lugubris \| \| \| \| \| \| Paraxenos westwoodi \| \| \| \| |
|           | \| \| Paraxenos auripedis \| \| \| \| \| \| Paraxenos duryi \| \| \| \| \| \| Paraxenos luctuosae \| \| \| \| \| \| Paraxenos lugubris \| \| \| \| \| \| Paraxenos westwoodi \| \| \| \| |
|           | Crawfordia |
|           | |
|           | Eurystylops |
|           | |
|           | Halictoxenos |
|           | |
|           | Hylecthrus |
|           | |
|           | Melittostylops |
|           | |
|           | Pseudoxenos |
|           | |
|           | Stylops |
|           | |
|           | Xenos |
|           | |
|           | Paraxenos auripedis |
|           | |
|           | Paraxenos duryi |
|           | |
|           | Paraxenos luctuosae |
|           | |
|           | Paraxenos lugubris |
|           | |
|           | Paraxenos westwoodi |
|           | |

|  | Paraxenos auripedis |
|  |                     |
|  | Paraxenos duryi     |
|  |                     |
|  | Paraxenos luctuosae |
|  |                     |
|  | Paraxenos lugubris  |
|  |                     |
|  | Paraxenos westwoodi |
|  |                     |